# Geta (commune de Finlande)
Pour les articles homonymes, voir Geta.
Geta est une municipalité du territoire d'Åland, territoire finlandais autonome situé en mer Baltique ayant le suédois comme seul langue officielle. À Geta, 91 % de la population a pour langue maternelle le suédois.

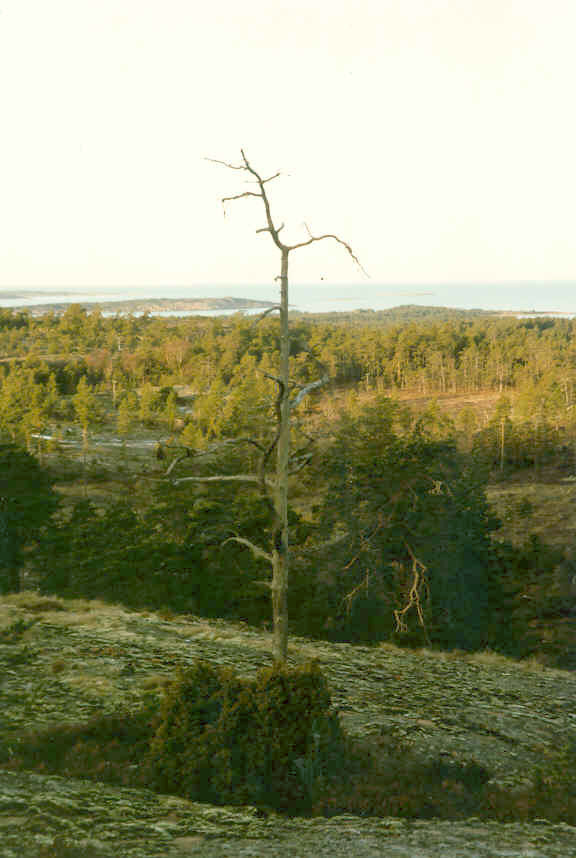
Soltuna, Geta

## Géographie
C'est la commune la plus au nord de Fasta Åland, l'île principale d'Åland.
Le village central, bâti autour de son église médiévale, est situé à 40 km de la capitale Mariehamn.
La municipalité a 493 habitants (31 août 2012) pour une superficie de 606,48 km2 dont 2,86 km2 d'eau douce.
La commune de Geta compte 14 autres villages ne comptant chacun pas plus de quelques dizaines d'habitants.
Le mont Getabergen, à proximité du centre administratif, est la deuxième plus haute colline du territoire d'Åland.
La seule frontière terrestre est avec la commune de Finström, mais Hammarland et Saltvik sont juste séparées de Geta par de petits bras de mer.